# Sim Viva
Pour les articles homonymes, voir Viva.
Sim Viva (née Simonne Poncelet le 12 janvier 1903 à Saint-Josse-ten-Noode, Bruxelles, et morte le 10 août 1982 à Paris) est une actrice belge d'origine américaine.

## Opérettes
- Nina Rosa de Sigmund Romberg, au Châtelet

## Filmographie
- 1931 : En bordée de Joe Francis et Henry Wulschleger - Mady Lagarouste
- 1933 : Tire-au-flanc d'Henry Wulschleger - Solange
- 1935 : Folies-Bergère de Marcel Achard et Roy Del Ruth - Mimi
- 1935 : Les Époux célibataires de Jean Boyer et Arthur Robison - Cherry
- 1936 : Martha de Karl Anton - Lady Harriet Durham - la demoiselle d'honneur de la reine Anne
- 1936 : Prince d'une nuit de Lambert de Braz - Simone Dastières